# 陳鐵夫
陳鐵夫（1908年12月17日—1999年10月19日），字子超。四川省瀘縣人。民國37年（1948年）在工會西區選區（四川、西康、雲南、貴州四省；重慶市）當選第一屆立法委員

## 生平[1][2][3]
- 瀘縣縣立（舊制）中學肄業
- 四川省瀘縣濟和水力發電廠見習
- 四川省瀘縣濟和水力發電廠技工
- 中國國民黨中央訓練團黨政班十二期結訓
- 中國國民黨中央訓練團社訓班第一期結訓
- 革命實踐研究院十二期結業
- 重慶電力公司職員
- 重慶電力公司理事長
- 重慶市電力公司產業工會理事長
- 重慶市總工會常務理事兼書記長、理事、科主任、常務理事、秘書長
- 重慶市市黨部執行委員
- 重慶市參議員
- 重慶空襲服務總隊中隊長
- 重慶工人服務總隊大隊長
- 重慶社會服務總隊支隊長
- 中國國民黨重慶市黨部工人執行委員會委員
- 重慶市農工運動委員會副主任委員
- 全國總工會法規委員會副主任委員
- 世界工會聯合會中國副代表
- 第四十八屆國際勞工大會中國勞工代表顧問